# Tour Cardinalis
La tour Cardinalis est une tour située à Barcelonnette, en France.

## Description
La tour Cardinalis ou tour de l'Horloge, haute de quarante deux mètres, est un des plus beaux clochers du département, selon Raymond Collier.
C’est une tour carrée, construite en 1316 selon la DRAC (ou après 1378 d'après Luc Thévenon car un acte signale que le terrain de la tour est nu à cette date), ouverte de baies géminées, surmontée d’une pyramide de tuf, encadrée de quatre pyramidions. Elle est construite comme clocher du couvent des dominicains.
Le couvent a été bâti grâce un legs d'Hugues de Saint-Cher, fait cardinal en 1244 avant le Ier concile de Lyon, mort en 1263, avec l'appui de Raimond III de Medullion (ou Raimond de Mevolhon), archevêque d'Embrun, qui étaient tous les deux dominicains.
En très mauvais état après les guerres du début du XVIIe siècle, elle est rapidement reconstruite. Le parement de pierres de taille de la partie inférieure date du XIXe. Des gargouilles ornent ses angles. Elle est classée monument historique

## Localisation
La tour est située sur la commune de Barcelonnette, dans le département français des Alpes-de-Haute-Provence.

## Historique
L'édifice est classé au titre des monuments historiques en 1907.